# Willi Gayler
Willi Gayler (* 12. Dezember 1906 in Langenbrand, heute Schömberg-Langenbrand; † 9. Juni 2001) war ein deutscher Forstmann. Er gehört zu den namhaftesten Vertretern des Konzeptes einer „naturgemäßen Waldwirtschaft“ und  zu den Gründern der Arbeitsgemeinschaft Naturgemäße Waldwirtschaft (ANW), die er von 1971 bis 1981 als Bundesvorsitzender leitete. In konsequenter Umsetzung der ANW-Grundsätze hat Oberforstrat Gayler als Leiter des Staatlichen Forstamtes Mönchsberg maßgeblich das Gesicht des Mainhardter Waldes nach dem Zweiten Weltkrieg geprägt.

## Leben
Willi Gayler kam am 12. Dezember 1906 als Sohn des evangelischen Pfarrers Emil Gayler im Pfarrhaus von Langenbrand im Nordschwarzwald zur Welt. Durch die Freundschaft der Familie mit dem Forstmeister Dr. Julius Eberhard wurde schon früh sein Interesse am Wald, besonders an der Weißtanne und an strukturreichen Mischwäldern geweckt und geprägt. Folglich studierte Gayler Forstwissenschaften  an der Albert-Ludwigs-Universität Freiburg und der Universität für Bodenkultur Wien. Sein Referendariat absolvierte er im späteren Bundesland Baden-Württemberg und trat in den Landesforstdienst ein. Im Zweiten Weltkrieg leitete er die lothringischen Forstämter Dagsburg und Pfalzburg.

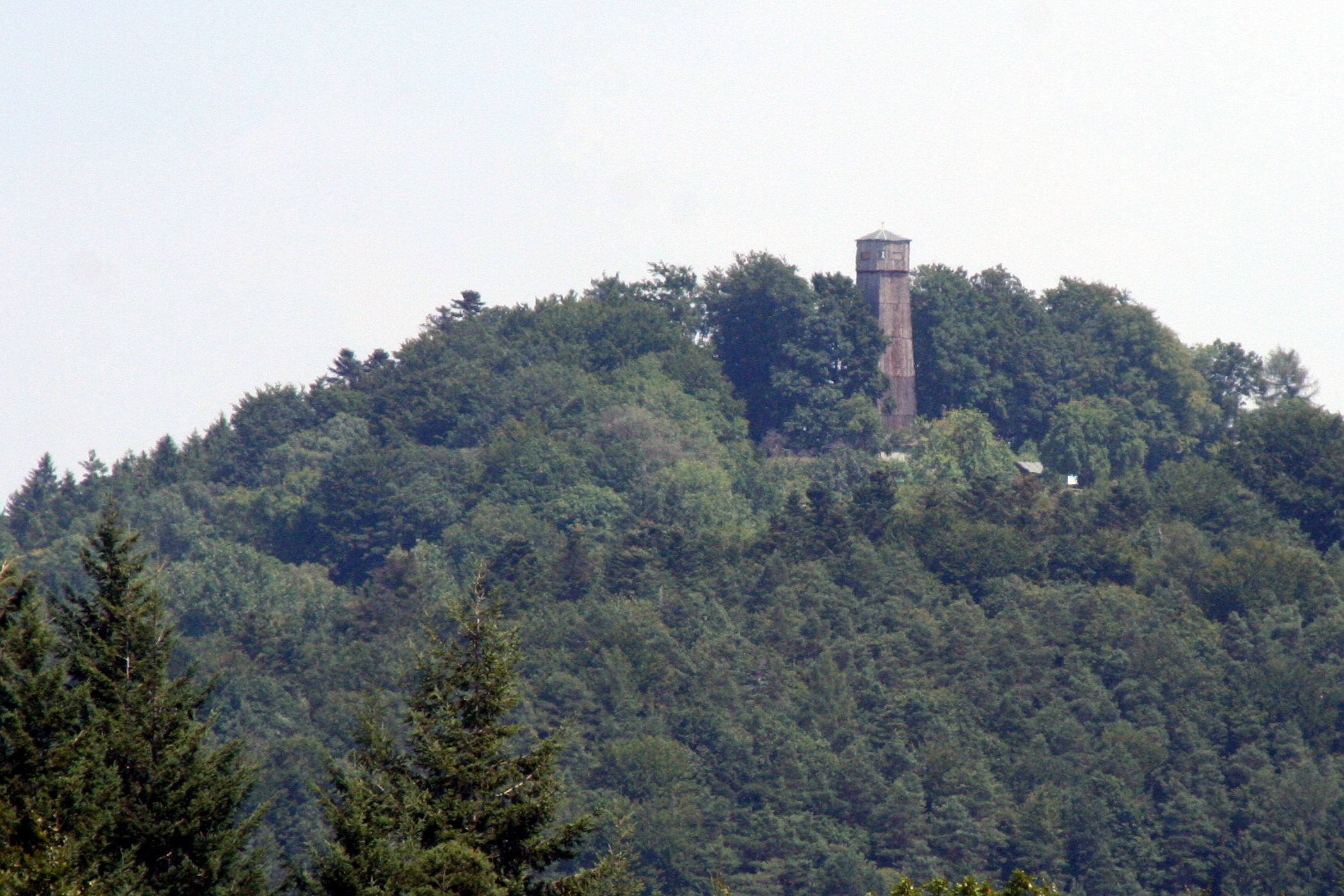
Als Leiter des Staatlichen Forstamtes Mönchsberg kümmerte sich Willi Gayler um die Pflege des Mainhardter Waldes

1948 wurde Willi Gayler zum Leiter des in der Gemeinde Mainhardt gelegenen Staatlichen Forstamtes Mönchsberg ernannt, dem er bis zum Eintritt in den Ruhestand 1971 vorstand. Motiviert von der Idee des Dauerwaldes und überzeugt von der notwendigen Abkehr vom Konzept des Altersklassenwaldes, gehörte er 1950 zu den Gründungsmitgliedern der Arbeitsgemeinschaft Naturgemäße Waldwirtschaft, deren Wiege im nahen Schwäbisch Hall stand. In den ihm anvertrauten Wäldern setzte er die Grundsätze der ANW während der folgenden Jahrzehnte vorbildlich um – und zwar nicht nur im Staatswald, sondern auch im Bauernwald, dessen Eigentümer er ebenfalls für die Ideen einer „naturgemäßen Waldwirtschaft“ gewinnen konnte. Der Beratung des Bauernwaldes hat er sich noch im Ruhestand weiter engagiert gewidmet. So prägte Gayler maßgeblich das Gesicht des Mainhardter Waldes.
Als Bundesvorsitzender der ANW von 1971 bis 1981 gewannen die Gruppe und ihre Überzeugungen nicht nur  forstpolitisch an Bedeutung, sondern auch viele neue Mitglieder hinzu. 1981 gründete Willi Gayler die ANW-Landesgruppe Baden-Württemberg und stand dieser zehn Jahre lang vor. Die ANW und ihre Landesgruppe ernannten ihn jeweils zum Ehrenvorsitzenden. Gaylers Ausstrahlung und die der ANW-Ideen wirkten jedoch weit über Deutschland hinaus und fanden in anderen Ländern Nachahmer. So regte Gayler 1989 die Gründung des „Verbandes naturnah denkender Forstleute – Pro Silva Europe“ an und trug so wesentlich dazu bei, dass die Grundsätze „naturgemäßer Waldwirtschaft“ europaweit Geltung erlangten.
Für seine Verdienste um die „naturgemäße Waldwirtschaft“ und den Bauernwald zeichnete die Rheinische Friedrich-Wilhelms-Universität Bonn Gayler 1984 mit der Alexander-von-Humboldt-Medaille in Silber für Naturschutz der Alfred Toepfer Stiftung F.V.S. aus. Anlässlich seines 90. Geburtstages 1996 erhielt er das Bundesverdienstkreuz am Bande.
Oberforstrat i. R. Willi Gayler starb nach kurzer Krankheit am 9. Juni 2001 im Alter von 94 Jahren.